# Liste profanierter Kirchen im Bistum Münster
Die Liste der profanierten Kirchen im Bistum Münster nennt die Kirchengebäude auf dem Gebiet des Bistums Münster, die profaniert wurden.
Bei der Schließung eines katholischen Kirchengebäudes wird ein Profanierungsgottesdienst gefeiert, der zur Verabschiedung von dem Gebäude als Gotteshaus dient. Mit der Profanierung wird die Kirche entsegnet. Diese nicht vollständige Liste der profanierten Kirchen im Bistum Münster zeigt auch, dass es schon vor dem Umstrukturierungsprozess des Bistums Münster Kirchenprofanierungen gegeben hat, wenn auch in geringerer Zahl. Die Liste zeigt ebenso die unterschiedlichen Möglichkeiten der Umnutzung nach einer Kirchenschließung.

## Profanierte Kirchen
| Abbildung                                        | Name                                       | Standort                                 | Bauzeit       | Profaniert            | Anmerkungen |
| ------------------------------------------------ | ------------------------------------------ | ---------------------------------------- | ------------- | --------------------- | --- |
|                                                  | Klosterkirche, Haus vom Guten Hirten       | Münster, Mauritzviertel                  |               | 1980er Jahre          | abgerissen, Neuerrichtung einer Kapelle im neuen Kloster                                                                         |
|                                                  | St. Bonifatius                             | Münster, Kreuzviertel                    | 1963–1965     | 2005                  | Zunächst als Verlagshaus des bistumseigenen Dialogverlags genutzt, seit Januar 2023 durch das DRK.                               |
| Dreifaltigkeitskirche                            | Dreifaltigkeitskirche                      | Münster, Kreuzviertel                    | 1937–1939     | 2010                  | In der Kirche wurden mehrere Sozialwohnungen eingerichtet.                                                                       |
|                                                  | St. Sebastian                              | Münster, Geistviertel                    | 1961–1962     | 2008                  | Umbau zu einer Kindertagesstätte                                                                                                 |
|                                                  | St. Hedwig                                 | Hohenkirchen                             | 1974/75       | 30. Mai 2007          | abgerissen |
|                                                  | St. Josef                                  | Borken                                   | 1950er Jahre  | 23. Apr. 2006         | Verkauf, Umbau für die VHS und Jugendhaus                                                                                        |
|                                                  | St. Ansgar                                 | Adelheide                                | 1965/66       | 2003                  | Übergabe an Freikirche |
|                                                  | St. Bonifatius                             | Oldenburg-Donnerschwee                   | ca. 1960      | 15. November 2020     | ehemalige Filialkirche der Pfarrei St. Marien Oldenburg, Dekanat Oldenburg. Die Kirche wurde im Januar 2021 abgerissen.          |
|                                                  | St. Paulus                                 | Oldenburg-Ofenerdiek, Weißenmoorstr. 289 | 1967/68       | 2006                  | Heute ist hier das Kulturzentrum Ofenerdiek untergebracht.                                                                       |
|                                                  | St. Johannes                               | Telgte                                   |               | 24. Juni 2012         | Umbau zum Pfarrzentrum |
|                                                  | Maria-Königin-Kirche                       | Dülmen                                   |               | 2012                  | Verkauf, Umbau zum Wohnhaus |
| St. Marien                                       | Marienkirche                               | Gescher                                  | 1953/54       | 31. Dez. 2010         | Verkauf, Umbau zur Seniorenwohnanlage                                                                                            |
|                                                  | St. Josef                                  | Roffhausen                               | 1953          | 2013                  | abgerissen |
| St. Elisabeth in Münster                         | St. Elisabeth                              | Münster                                  | 1939          | 16. Nov. 2008         | Umbau zur Turnhalle |
|                                                  | St. Ansgar                                 | Wilhelmshaven (Aldenburg)                |               | 2013                  | heute umgebaut zum Familienzentrum der Evangelischen Familienbildungsstätte (EFBS) und der Katholischen Erwachsenenbildung (KEB) |
| St. Michael in Wilhelmshaven                     | St. Michael                                | Wilhelmshaven                            | 1954/55       | 7. Nov. 2013          | heute Dienststelle des Malteser Hilfsdienstes in Wilhelmshaven mit einem Erweiterungsbau.                                        |
| Wilhelmshaven Stella Maris                       | Stella Maris                               | Wilhelmshaven-Voslapp                    |               | 2013                  | an die koptische Gemeinde vermietet                                                                                              |
| Liebfrauenkirche                                 | Liebfrauenkirche                           | Beckum                                   | 1921/22       | 22. Jan. 2012         | Lapidarium |
| St. Adelheid                                     | St. Adelheid                               | Geldern                                  | 1967/68       | 25. Okt. 2009         | 2011 abgerissen |
|                                                  | St. Konrad                                 | Marl-Hüls                                | 1956          | 8. Jan. 2006          | seit 2006 Kolumbarium |
|                                                  | St. Laurentius                             | Bocholt                                  |               | 2001                  | Umbau zur Schulaula des Bischöflichen St.-Josef-Gymnasiums                                                                       |
| Warendorf-Vohren, Affhüppenkapelle               | St. Johannes der Täufer (Affhüppenkapelle) | Warendorf-Vohren                         | 1856          | Ende der 1950er Jahre | Lapidarium |
|                                                  | St. Ludgerus                               | Ennigerloh                               | 1959          | 9. Juni 2013          | Abriss |
| Herz Jesu in Bockum                              | Herz Jesu                                  | Hamm-Bockum                              | 1927–1928     | 28. Okt. 2022         | Umbau zu Wohnanlage vorgesehen                                                                                                   |
| Abriss St. Josef in Heessen                      | St. Josef                                  | Hamm-Heessen                             |               | Januar 2013           | 2013 abgerissen |
| St. Theresia in Heessen                          | St. Theresia                               | Hamm-Heessen                             | 1964          | 2. Juli 2011          | bis 2024 als Aktenlager des Oberlandesgerichts Hamm genutzt, im August 2024 abgerissen                                           |
|                                                  | St. Ludgerus                               | Coesfeld                                 | 1950er Jahre  | 20. Nov. 2011         | Abriss |
| Liebfrauenkirche                                 | Liebfrauenkirche                           | Goch                                     | 1932/33       | 22. Nov. 2009         | |
|                                                  | St. Martin                                 | Beckum                                   | 1956–58       | 29. Jan. 2012         | [ 28 ] |
|                                                  | St. Marien                                 | Vreden                                   | 1955/56       | 20. Nov. 2011         | Abgerissen im März 2015, wobei der Turm vom Abriss ausgenommen wurde.                                                            |
| Kapelle Antoniusheim                             | St. Antonius                               | Vreden-Köckelwick                        | 1912–1916     | 31. Jan. 2010         | Umbau zu einem Speisesaal für die Arbeiterkolonie St. Antoniusheim                                                               |
|                                                  | St. Konrad                                 | Rheine-Gellendorf                        | 1960/61       | 22. Nov. 2009         | an Modeunternehmen verkauft, 2018 Umbau zu einem Fitnessstudio                                                                   |
| Kolumbarium St. Barbara, Kamp-Lintfort-Geisbruch | St. Barbara                                | Kamp-Lintfort                            | 1959–61       | 2013                  | Stadtteil Geisbruch, zu Kolumbarium umgebaut                                                                                     |
| St. Marien, Kamp-Lintfort                        | St. Marien                                 | Kamp-Lintfort                            | 1926/27       | 7. Okt. 2012          | zu Kindertagesstätte umgebaut |
|                                                  | St. Paulus                                 | Kamp-Lintfort                            | 1971          | Juli 2009             | 2009 abgerissen |
|                                                  | Heilig Blut                                | Dinslaken                                | 1965          | 12. Juni 2009         | 2009 abgerissen, stattdessen Kindertagesstätte und Pfarrheim erbaut                                                              |
| St. Antonius                                     | St. Antonius                               | Epe (Westfalen)                          | 1966          | 5. Juni 2010          | abgerissen, 2012 Altenpflegeheim Dorotheenhof mit Antoniuskapelle erbaut                                                         |
|                                                  | neue St.-Anna-Kirche                       | Kleve-Materborn                          | 1966          | 2008 oder 2009        | 2009 abgerissen |
|                                                  | St. Barbara                                | Voerde-Möllen                            | 1963–65       | 21. März 2010         | heute Lapidarium |
|                                                  | St. Barbara                                | Recklinghausen-Suderwich                 | 1954          | 10. Apr. 2011         | im September 2011 abgerissen, Grundstück wurde für Wohnbebauung angeboten                                                        |
|                                                  | St. Markus                                 | Moers-Schwafheim                         | 1979          | 9. Okt. 2010          | abgerissen |
|                                                  | St. Ludgerus                               | Waltrop                                  |               | April 2010            | 2010 abgerissen, Grundstück für Wohnbebauung bereitgestellt                                                                      |
|                                                  | St. Johannes                               | Herten-Bertlich                          | 1931/32       | 13. Apr. 2008         | wurde zum Verkauf angeboten |
|                                                  | St. Barbara                                | Herten-Paschenberg                       | 1953/54       |                       | 2007 abgerissen, durch ökumenisches Barbara-Zentrum ersetzt                                                                      |
|                                                  | St. Johannes                               | Dorsten-Feldmark                         | 1960          | 5. Juni 2016          | Umbau zur Familienbildungsstätte                                                                                                 |
| Kapelle                                          | Kapelle des St.-Josefs-Hauses              | Wettringen                               | 1927          | 2. März 2009          | steht unter Denkmalschutz, Abriss geplant                                                                                        |
|                                                  | St. Josef                                  | Selm                                     | 1958          | 24. September 2016    | Abgerissen im November 2016, wobei der Turm stehengelassen wurde.                                                                |
|                                                  | St. Ludger                                 | Lüdinghausen                             | 1958          | 4. Juni 2017          | verkauft, seit Juli 2017 Nachnutzung von freier Christengemeinde „Gottes Wort“ als Gemeindezentrum.                              |
| Kapelle                                          | Dominikanerkirche                          | Münster                                  | 1708 bis 1725 | 12. Nov. 2017         | künstlerische Nachnutzung |
| Josefkirche                                      | St. Josef                                  | Greven                                   | 1951/1952     | 27. Jan. 2019         | Abriss und anschließender Neubau eines Kirchenzentrums                                                                           |
|                                                  | St. Josef                                  | Rodenkirchen                             | 1952          | 31. März 2019         | Nachnutzung noch offen |
|                                                  | Herz Jesu                                  | Bocholt                                  | 1957–1960     | 22. Sep. 2019         | Abriss im Jahre 2020 zugunsten eines geplanten Hospizes                                                                          |
|                                                  | Herz-Jesu-Kirche                           | Nordenham-Einswarden                     |               | 28. Nov. 2019         | |
| St. Marien, Duisburg-Rheinhausen                 | St. Marien                                 | Duisburg-Schwarzenberg                   | 1957/1958     | 27. März 2022         | Abriss beschlossen, der Turm bleibt stehen.                                                                                      |
| St. Barbara                                      | St. Barbara                                | Duisburg-Hochemmerich                    | 1963/1964     | 2011                  | 2018 kurzzeitig als Veranstaltungsort der Ruhrtriennale genutzt                                                                  |
| St. Ludger                                       | St. Ludger                                 | Duisburg-Asterlagen                      | 1971          | 1. Juli 2010          | abgerissen |
|                                                  | St. Martin                                 | Bocholt                                  |               | Juni 2010             | Umbau in eine Kindertagesstätte                                                                                                  |
|                                                  | St. Mariä Himmelfahrt                      | Greven                                   | 1951/1952     | 27. März 2022         | Umbau in Wohnungen |
| St. Maria Heil der Kranken                       | Klinikenkirche St. Maria Heil der Kranken  | Münster                                  | 1958          | 8. Juni 2023          | |
| St. Elisabeth                                    | St. Elisabeth                              | Duisburg-Vierlinden                      | 1928          | 27. Aug. 2023         | |
|                                                  | St. Johannes                               | Werne                                    | 1959–1962     | 30. Sep. 2023         | Abriss geplant |
|                                                  | St. Nikolaus                               | Rheinberg-Orsoy                          | 1843–1850     | 14. Okt. 2023         | Umbau in Wohnungen |
|                                                  | St. Josef                                  | Oer-Erkenschwick                         | 1969–1972     | 12. Jan. 2024         | verkauft |
|                                                  | St.-Laurentius-Kirche                      | Haltern am See                           | 1954–1955     | 19. Mai 2024          | Die Kirche wird im Herbst 2024 abgerissen, die Klais-Orgel erhält die Wallfahrtskirche neben der Kapelle auf dem Annaberg.       |
|                                                  | St. Ewald                                  | Rhade                                    | 1975–1976     | 19. Okt. 2024         | |
|                                                  | St. Amandus                                | Straelen-Herongen                        | 1552          | 3. Feb. 2024          | Von einem Förderverein erworben, soll für kulturelle Zwecke genutzt werden.                                                      |

## Verbleib der Sakralgegenstände
Das Bistum Münster unterhält fünf Depots zur Lagerung des Inventars geschlossener Kirchen: zwei in Münster, zwei im Kreis Warendorf und eines im Kreis Wesel.